# UFC on ESPN: Namajunas vs. Cortez
 UFC on ESPN: Namajunas vs. Cortez  (conosciuto anche come UFC on ESPN 59) è stato un evento di arti marziali miste tenuto dalla Ultimate Fighting Championship il 13 luglio 2024 alla Ball Arena di Denver, negli Stati Uniti.

## Risultati
|                  | Divisione            |                      |                 |                      | Metodo                                      | Round           | Tempo           | Premio          |
| Card Principale  | Card Principale      | Card Principale      | Card Principale | Card Principale      | Card Principale                             | Card Principale | Card Principale | Card Principale |
| ---------------- | -------------------- | -------------------- | --------------- | -------------------- | ------------------------------------------- | --------------- | --------------- | --------------- |
|                  | Pesi mosca femminili | Rose Namajunas       | batte           | Tracy Cortez         | Decisione unanime (49–46, 49–46, 48–47)     | 5               | 5:00            |                 |
|                  | Pesi welter          | Muslim Salikhov      | batte           | Santiago Ponzinibbio | Decisione non unanime (28–29, 29–28, 29–28) | 3               | 5:00            |                 |
|                  | Pesi leggeri         | Jean Silva           | batte           | Drew Dober           | KO tecnico (stop medico)                    | 3               | 1:28            | FOTN            |
|                  | Pesi welter          | Gabriel Bonfim       | batte           | Ange Loosa           | Decisione unanime (30–27, 30–27, 29–28)     | 3               | 5:00            |                 |
|                  | Pesi piuma           | Julian Erosa         | batte           | Christian Rodriguez  | Sottomissione (guillotine choke)            | 1               | 4:49            |                 |
|                  | Pesi piuma           | Abdul Razak Alhassan | vs.             | Cody Brundage        | No Contest (gomitata illegale)              | 1               | 0:37            |                 |
| Card Preliminare |                      |                      |                 |                      |                                             |                 |                 |                 |
|                  | Pesi mosca           | Charles Johnson      | batte           | Joshua Van           | KO (pugni)                                  | 3               | 0:20            | POTN            |
|                  | Pesi mosca femminili | Jasmine Jasudavicius | batte           | Fatima Kline         | Decisione unanime (30–27, 30–27, 30–27)     | 3               | 5:00            |                 |
|                  | Pesi gallo           | Montel Jackson       | batte           | Da'Mon Blackshear    | KO (pugno)                                  | 1               | 0:18            | POTN            |
|                  | Pesi mosca femminili | Luana Santos         | batte           | Mariya Agapova       | Sottomissione (rear-naked choke)            | 1               | 3:27            |                 |
|                  | Pesi medi            | Andre Petroski       | batte           | Josh Fremd           | Decisione unanime (30–27, 30–27, 30–27)     | 3               | 5:00            |                 |
|                  | Pesi welter          | Evan Elder           | batte           | Darrius Flowers      | Sottomissione (arm-triangle choke)          | 2               | 1:46            |                 |

## Premi
I lottatori premiati ricevettero un bonus di 50.000 dollari.
Legenda:
- FOTN: Fight of the Night (vengono premiati entrambi gli atleti per il miglior incontro dell'evento)
- POTN: Performance of the Night (viene premiato il vincitore per la migliore performance dell'evento)